# Natrijum bizmutat
Natrijum bizmutat (natrijum bizmut oksid) je hemijsko jedinjenje sa formulom NaBiO3. Ova so je neznatno higroskopna.
Natrijum bizmutat oksidans. On nije rastvoran u hladnoj vodi, ali se razlaže u toploj vodi.
On se isto tako razlaže u kiselinama. On je jedna of malobrojnih jedinjenja natrijuma koja nisu rastvorna u vodi. Natrijum bizmutat se komercijalno koristi za testiranje mangana..